# 富寶花園

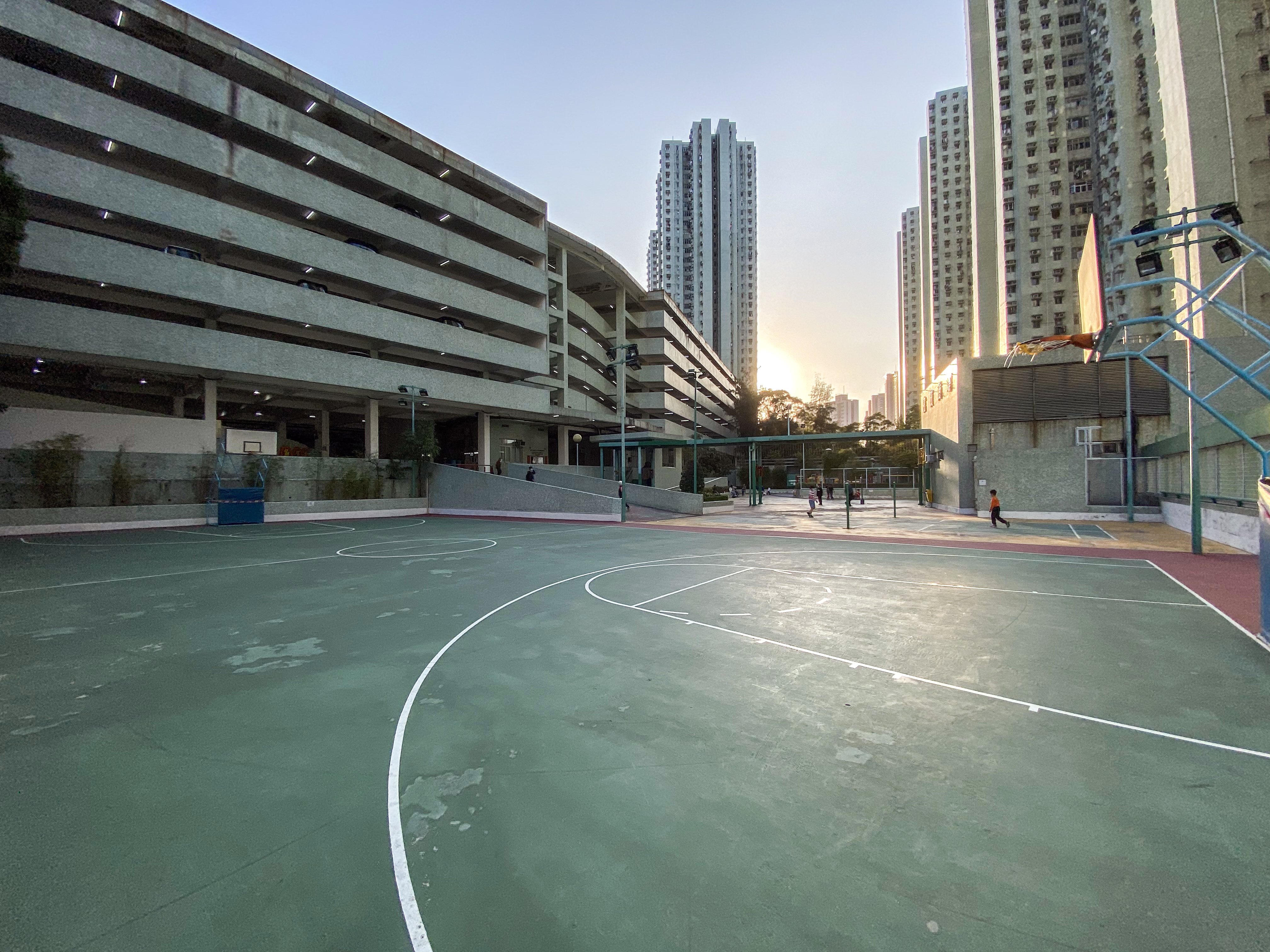
籃球場和停車場大樓

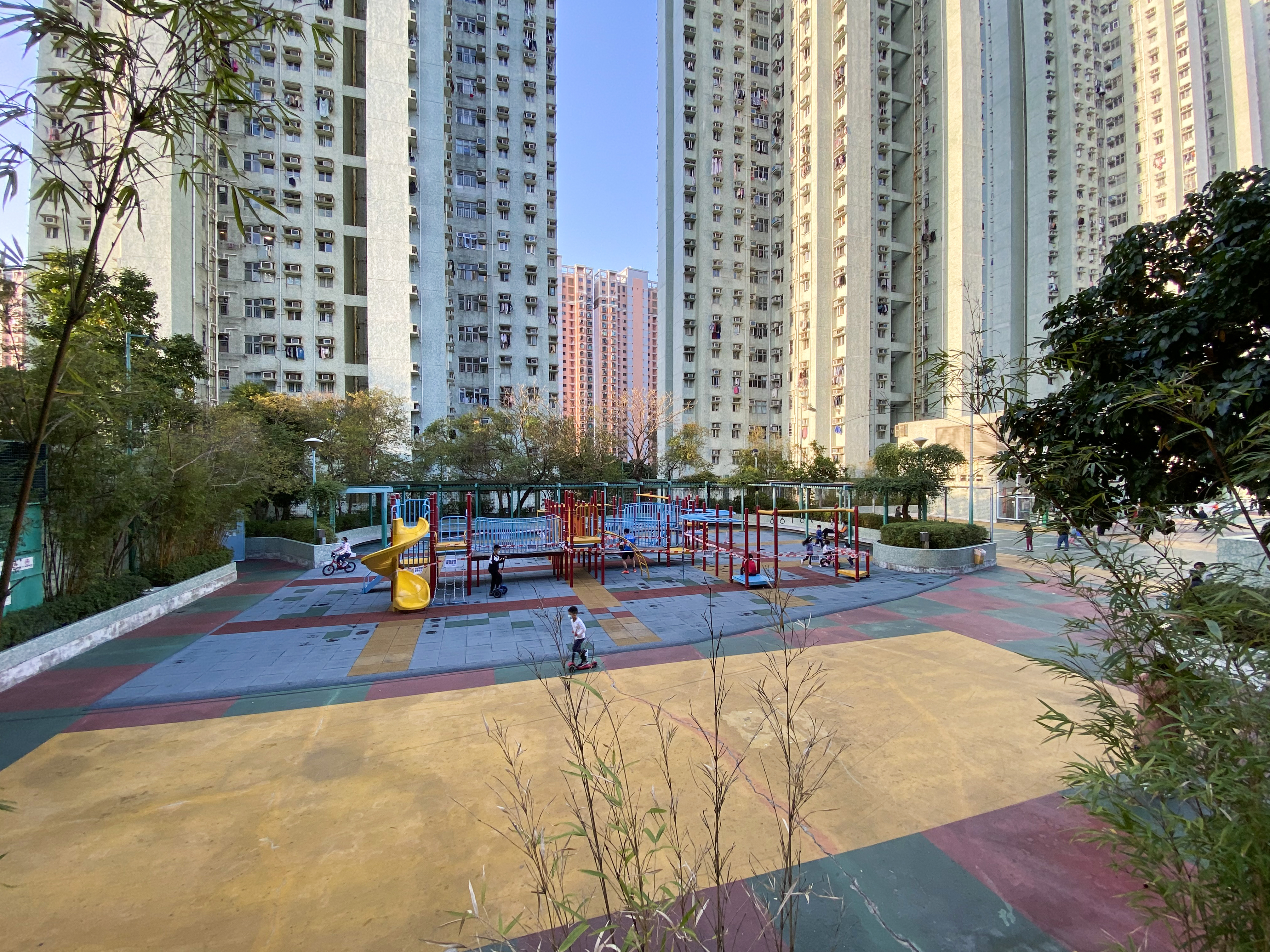
商場頂層平台兒童遊樂場

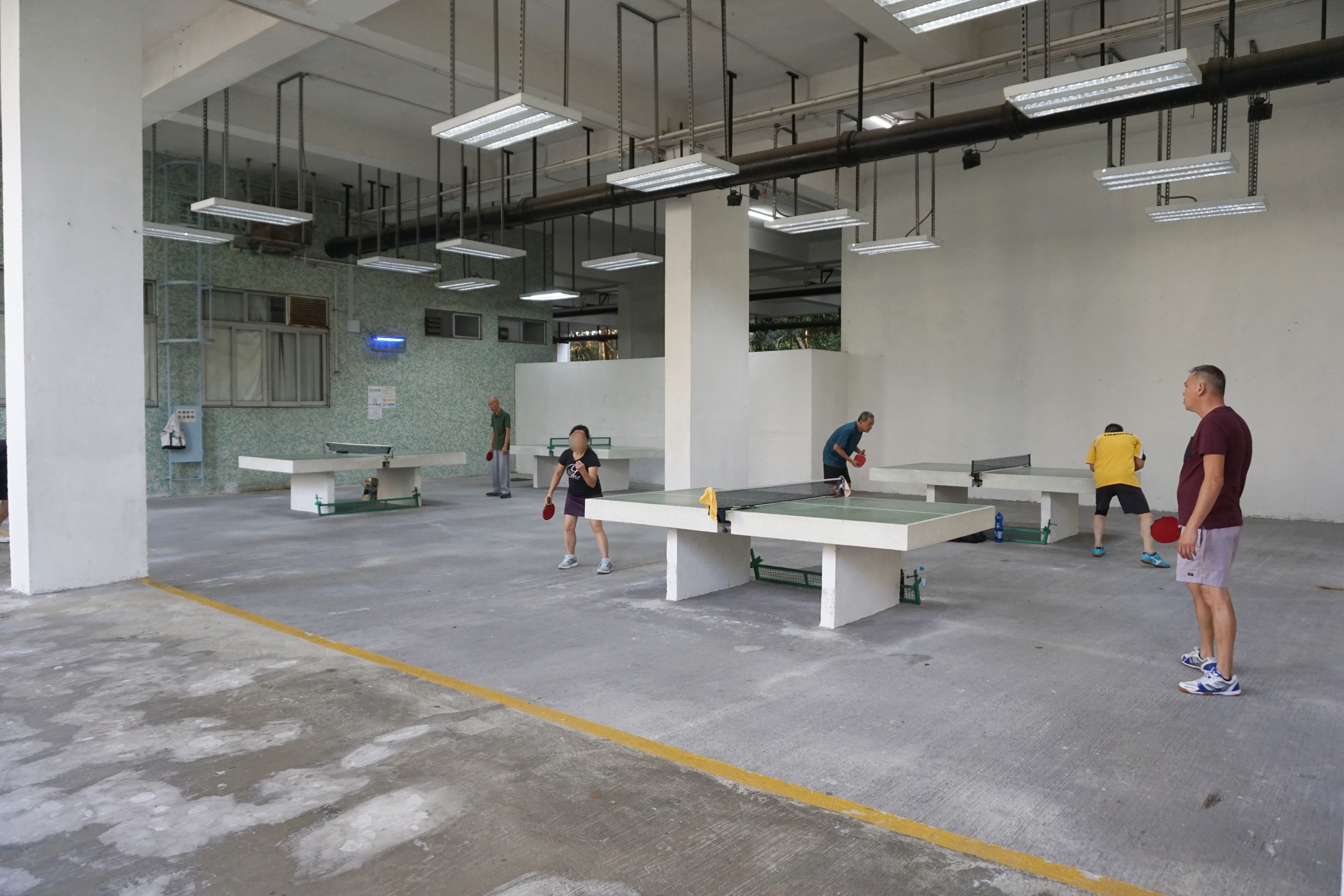
停車場大樓地面設乒乓球枱

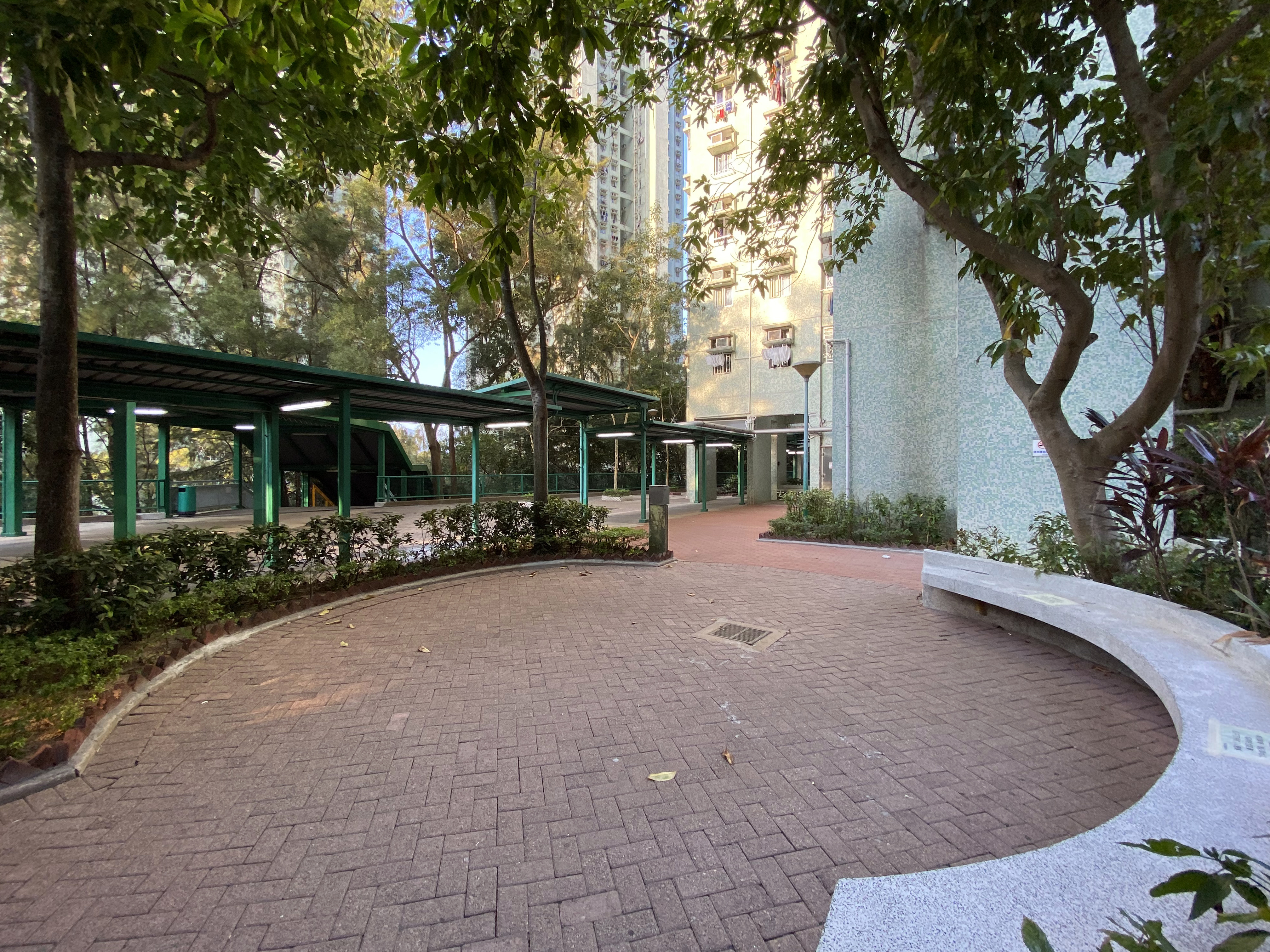
休憩處

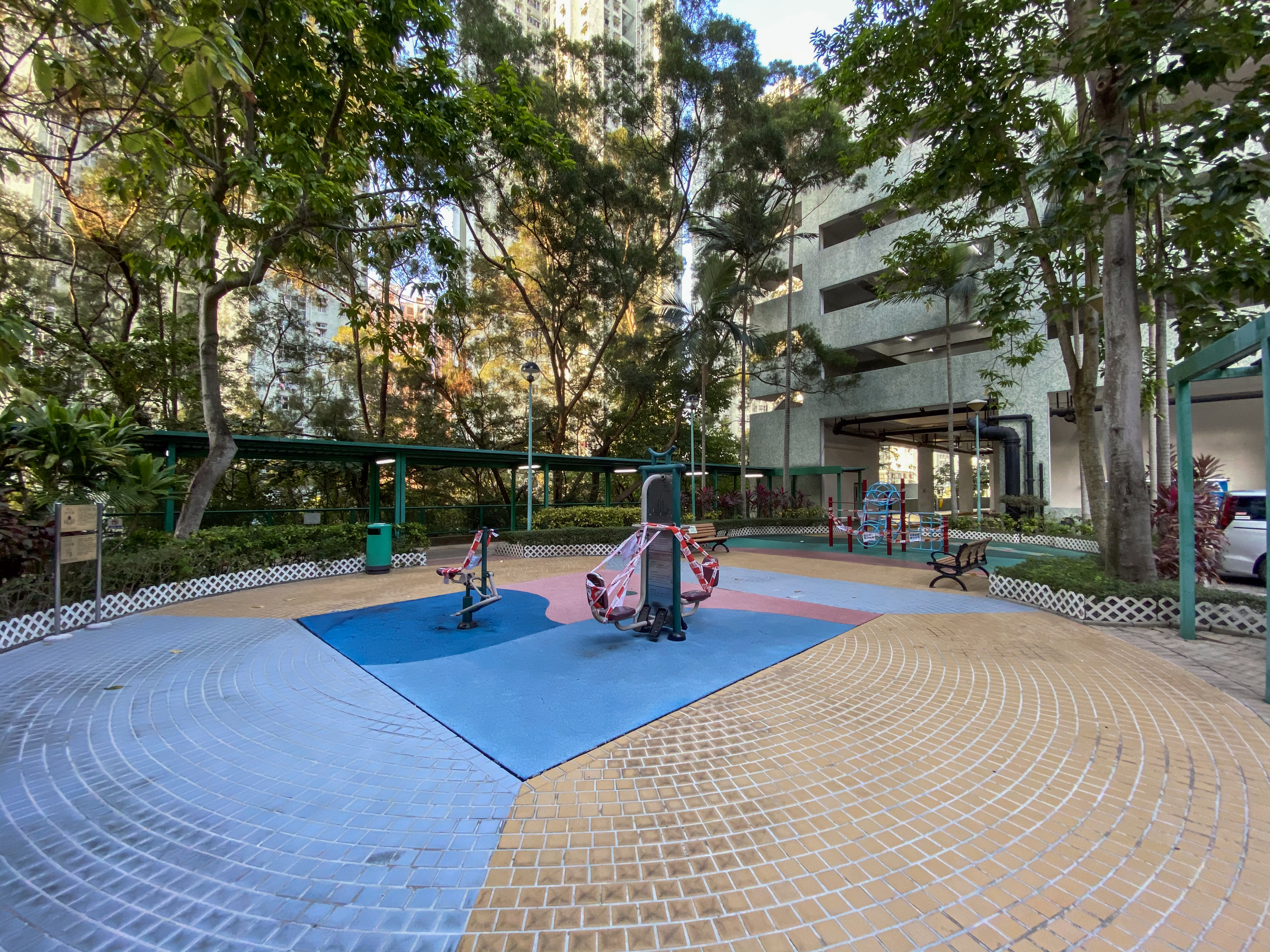
健體區

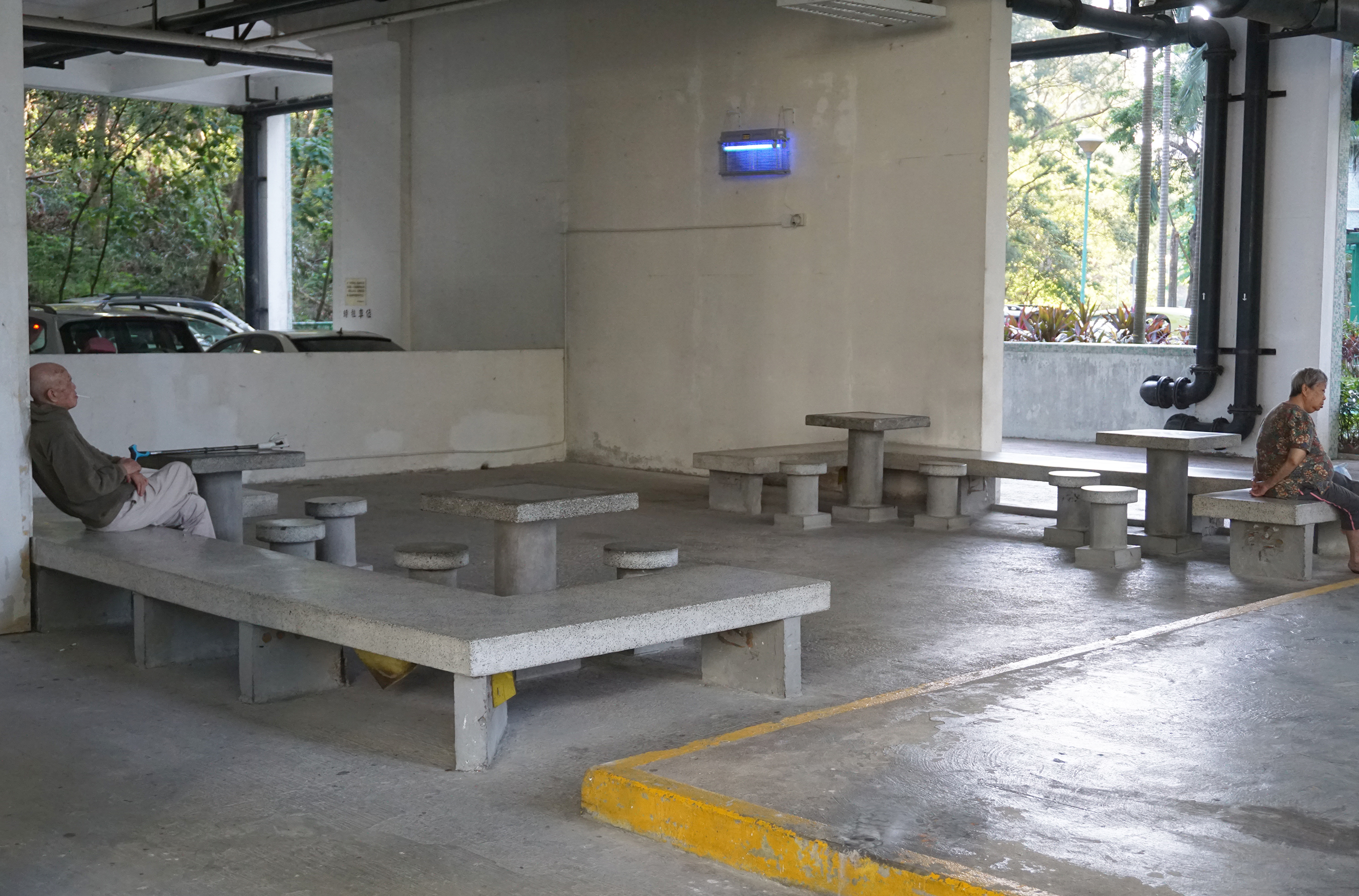
停車場大樓內的棋藝區

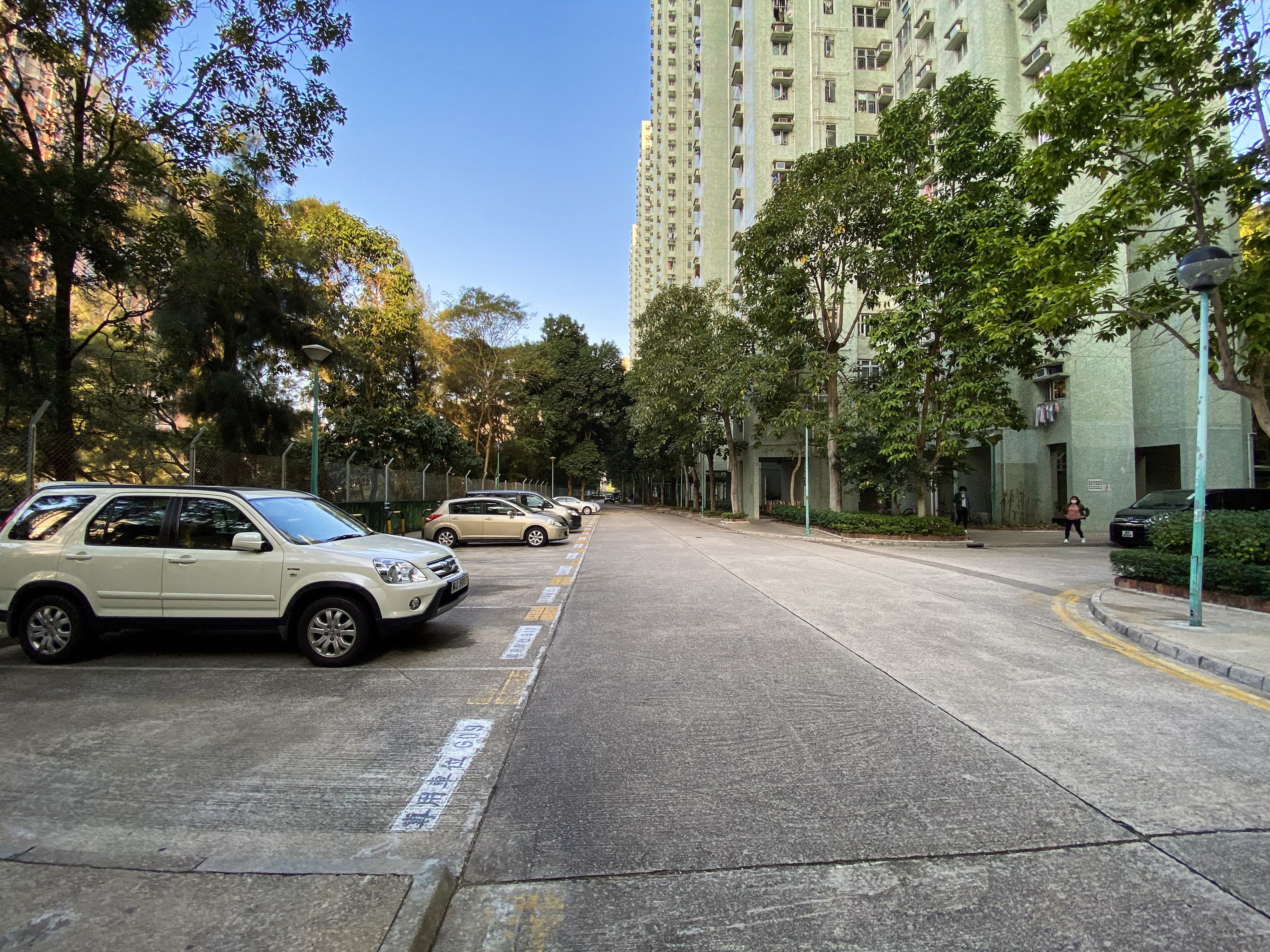
露天停車場

富寶花園（英語：Saddle Ridge Garden）是香港新界沙田馬鞍山的一個大型居屋屋苑，為私人參建居屋，所在地是沙田市地段352號，錦英路6號，由其士發展以「Fordreach Limited」名義發展，周氏建築師事務所（周念申建築師）設計，其士建築承建，其士富居管理。
屋苑於1993年落成，共有12座，每座樓高36層(地下及1至35樓)，共4200伙，分2期發售，第1期於14A期居屋發售的7至12座，第2期則是14B期居屋發售的1至6座。
富寶花園是馬鞍山少數建在實地（山腰）而非填海地的私人參建居屋屋苑，以山景（A、B、H、J、K室）和海景（C、D、E、F、G室）單位為主，住宅單位間隔有3房2廳（B、C、G、H室）、3房1廳（A、D室）及兩房一廳（E、F、J、K室）、建築面積由503平方呎至691平方呎不等。
富寶花園居民，多年來爭取兌現當年售樓書承諾加建升降機方便來往西沙路上落。於2022年開始，政府路政署推行「上坡地區自動扶梯連接系統和升降機系統」，於興建富寶花園至西沙路升降機及行人通道系統工程，包括在西沙路興建高約18米及設有兩部升降機的升降機塔，然後興建一條長30米、闊3米的有蓋高架行人通道，從而連接半山上的富寶花園近第二座對開；與及山下的西沙路。

## 屋苑佈局
各座與商場及停車場之間設有蓋行人路，屋苑發展分為上下兩區：

### 下區
- 第1至6座一字排開
- 第7座自成一角，近第8座
- 商場位於第3至5座後，停車場前
- 幼稚園位於商場旁近第5及6座
- 下區車閘，的士站及下區垃圾站於第6座旁
- 下區出口
  - 下區車閘
  - 有蓋樓梯從第1座下行通往西沙路
  - 原先計劃由第2座通往西沙路的行人天橋並沒有按計劃興建

### 上區
- 第8至10座一字排開
- 停車場位於商場後第10座及第11座之間
- 第11座和第12座相鄰
- 上區車閘、的士站、大型露天單車停泊處、煤氣調壓站及上區垃圾站在第12座與錦英路之間
- 上區對外出口
  - 上區車閘
  - 第8座往錦英路行人出口為近年新設的
  - 有蓋樓梯從第10座／停車場上行往錦英路
  - 有蓋樓梯及有蓋行人天橋從第12座上行至錦英苑巴士總站／馬鞍台街市

### 上下區之間
- 商場升降機或扶手電梯
- 有蓋樓梯連接下區第1座及第2座之間與上區第11座及第12座之間
- 有蓋樓梯連接下區幼稚園與上區第9座及第10座之間

## 屋苑資料

### 樓宇
| 樓宇名稱 | 樓宇類型                      | 落成年份 | 樓宇層數 | 每層伙數 | 單位數目（伙） | 建築師                            | 承建商   | 提供升降機的廠商 |
| -------- | ----------------------------- | -------- | -------- | -------- | -------------- | --------------------------------- | -------- | ---------------- |
| 第1座    | 私人機構參建居屋計劃 （井型） | 1993年   | 35       | 10       | 350            | 周氏建築師事務所 （周念申建築師） | 其士建築 | 东芝             |
| 第2座    | 私人機構參建居屋計劃 （井型） | 1993年   | 35       | 10       | 350            | 周氏建築師事務所 （周念申建築師） | 其士建築 | 东芝             |
| 第3座    | 私人機構參建居屋計劃 （井型） | 1993年   | 35       | 10       | 350            | 周氏建築師事務所 （周念申建築師） | 其士建築 | 东芝             |
| 第4座    | 私人機構參建居屋計劃 （井型） | 1993年   | 35       | 10       | 350            | 周氏建築師事務所 （周念申建築師） | 其士建築 | 东芝             |
| 第5座    | 私人機構參建居屋計劃 （井型） | 1993年   | 35       | 10       | 350            | 周氏建築師事務所 （周念申建築師） | 其士建築 | 东芝             |
| 第6座    | 私人機構參建居屋計劃 （井型） | 1993年   | 35       | 10       | 350            | 周氏建築師事務所 （周念申建築師） | 其士建築 | 东芝             |
| 第7座    | 私人機構參建居屋計劃 （井型） | 1993年   | 35       | 10       | 350            | 周氏建築師事務所 （周念申建築師） | 其士建築 | 东芝             |
| 第8座    | 私人機構參建居屋計劃 （井型） | 1993年   | 35       | 10       | 350            | 周氏建築師事務所 （周念申建築師） | 其士建築 | 东芝             |
| 第9座    | 私人機構參建居屋計劃 （井型） | 1993年   | 35       | 10       | 350            | 周氏建築師事務所 （周念申建築師） | 其士建築 | 东芝             |
| 第10座   | 私人機構參建居屋計劃 （井型） | 1993年   | 35       | 10       | 350            | 周氏建築師事務所 （周念申建築師） | 其士建築 | 东芝             |
| 第11座   | 私人機構參建居屋計劃 （井型） | 1993年   | 35       | 10       | 350            | 周氏建築師事務所 （周念申建築師） | 其士建築 | 东芝             |
| 第12座   | 私人機構參建居屋計劃 （井型） | 1993年   | 35       | 10       | 350            | 周氏建築師事務所 （周念申建築師） | 其士建築 | 东芝             |

### 設施
屋苑設多個兒童遊樂場、健身區、卵石路步行徑、戶外停車場和單車停泊處（位於1至7座地面及上區車輛出入口旁）

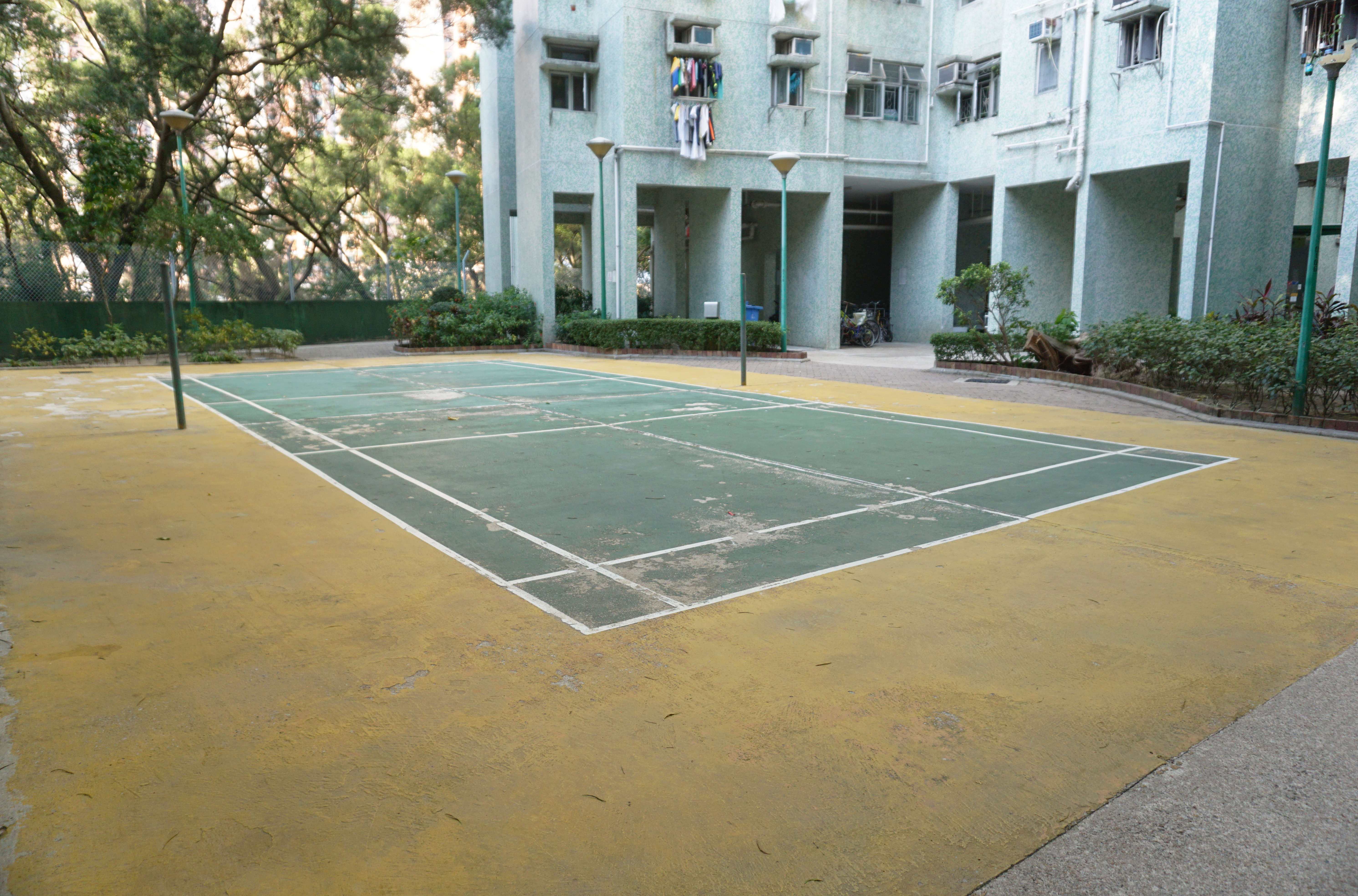
羽毛球場
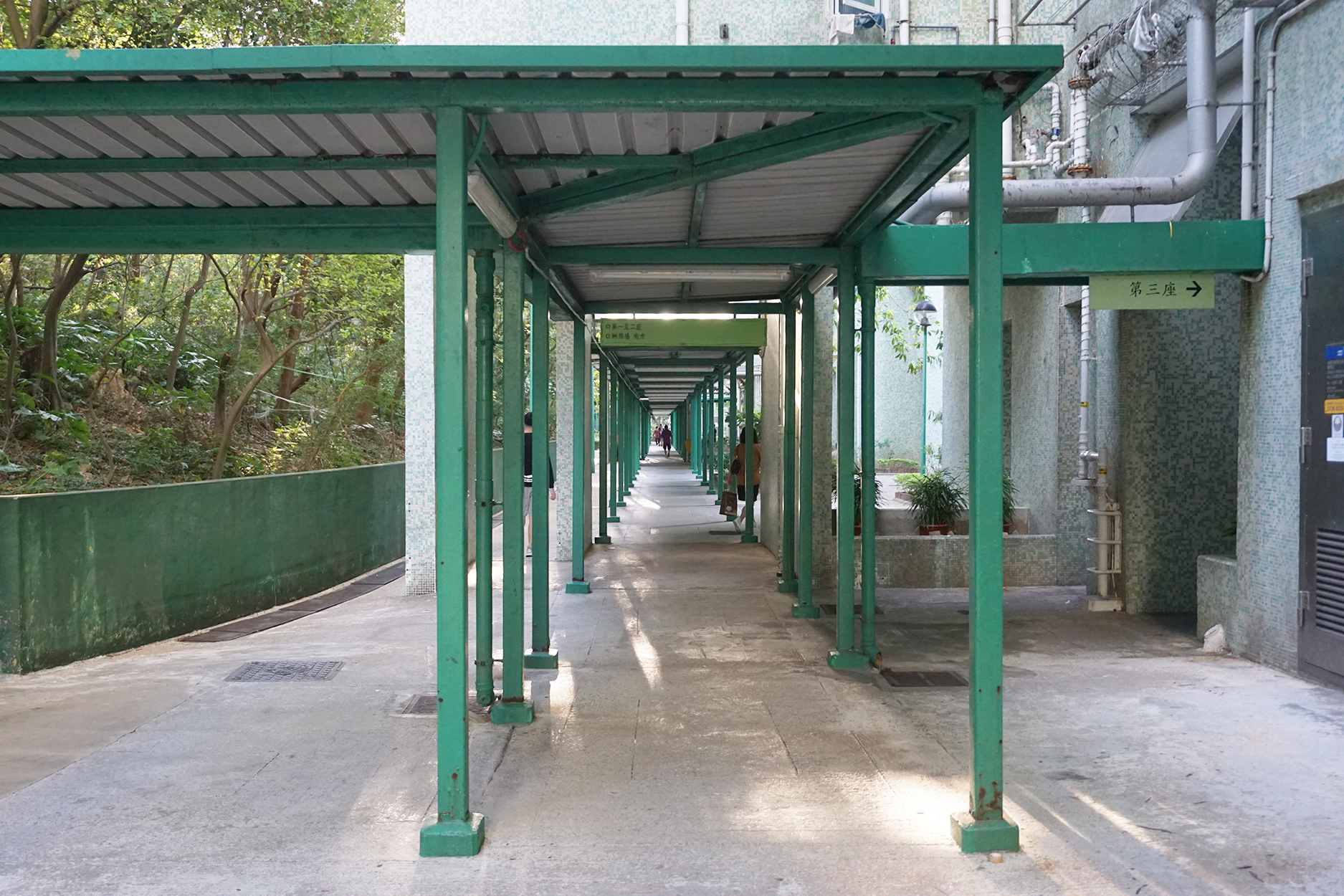
有蓋行人通道
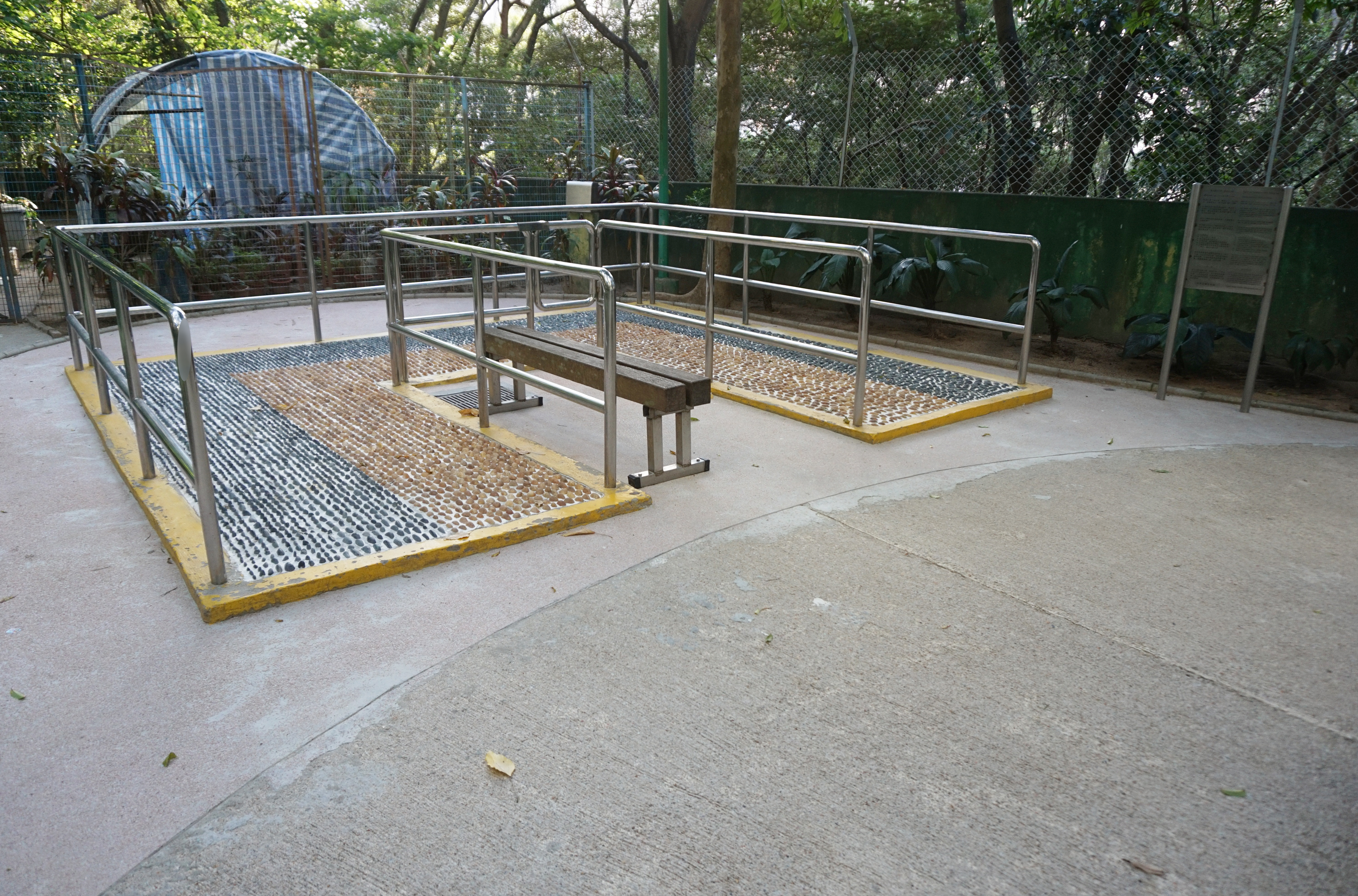
卵石路步行徑
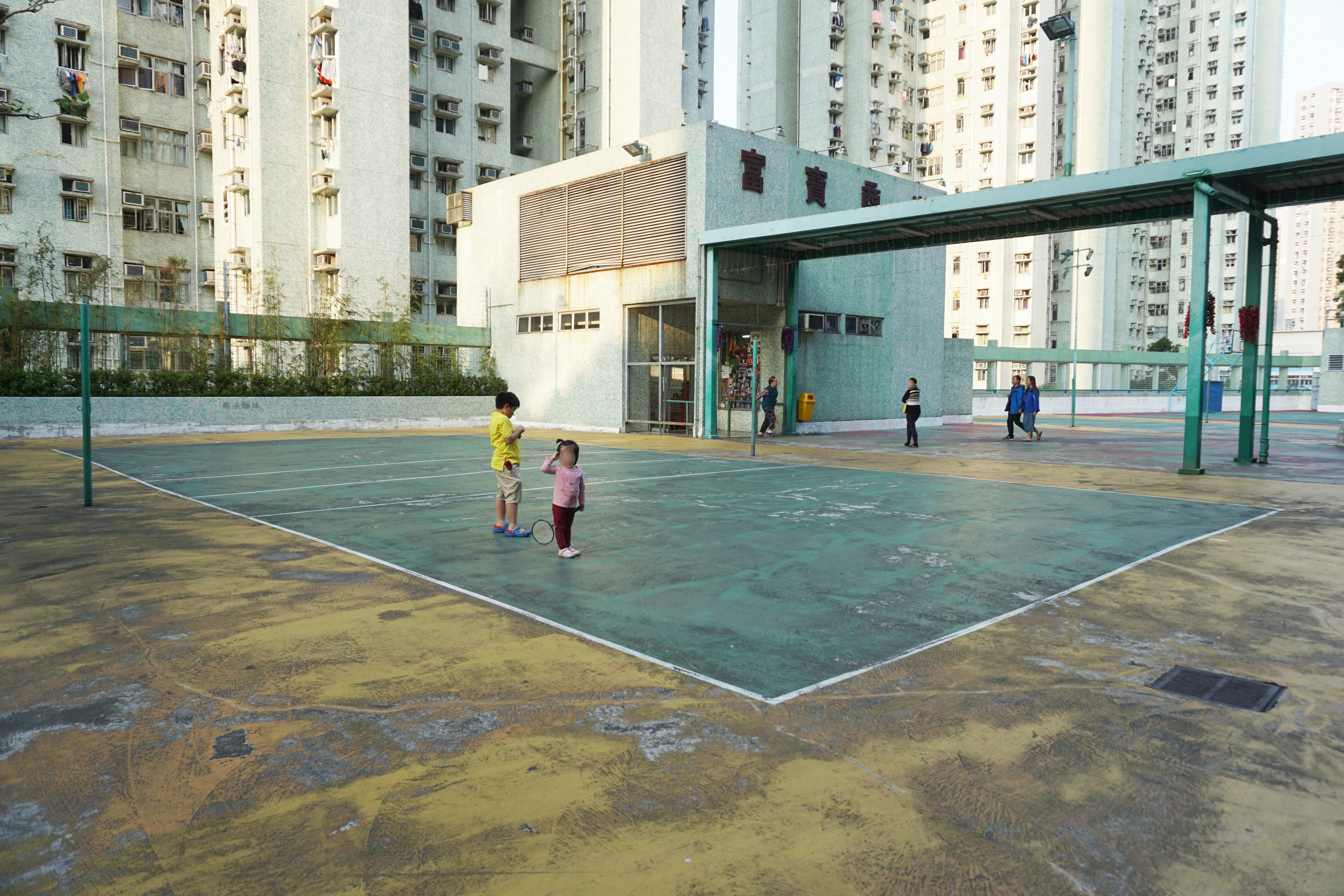
排球場
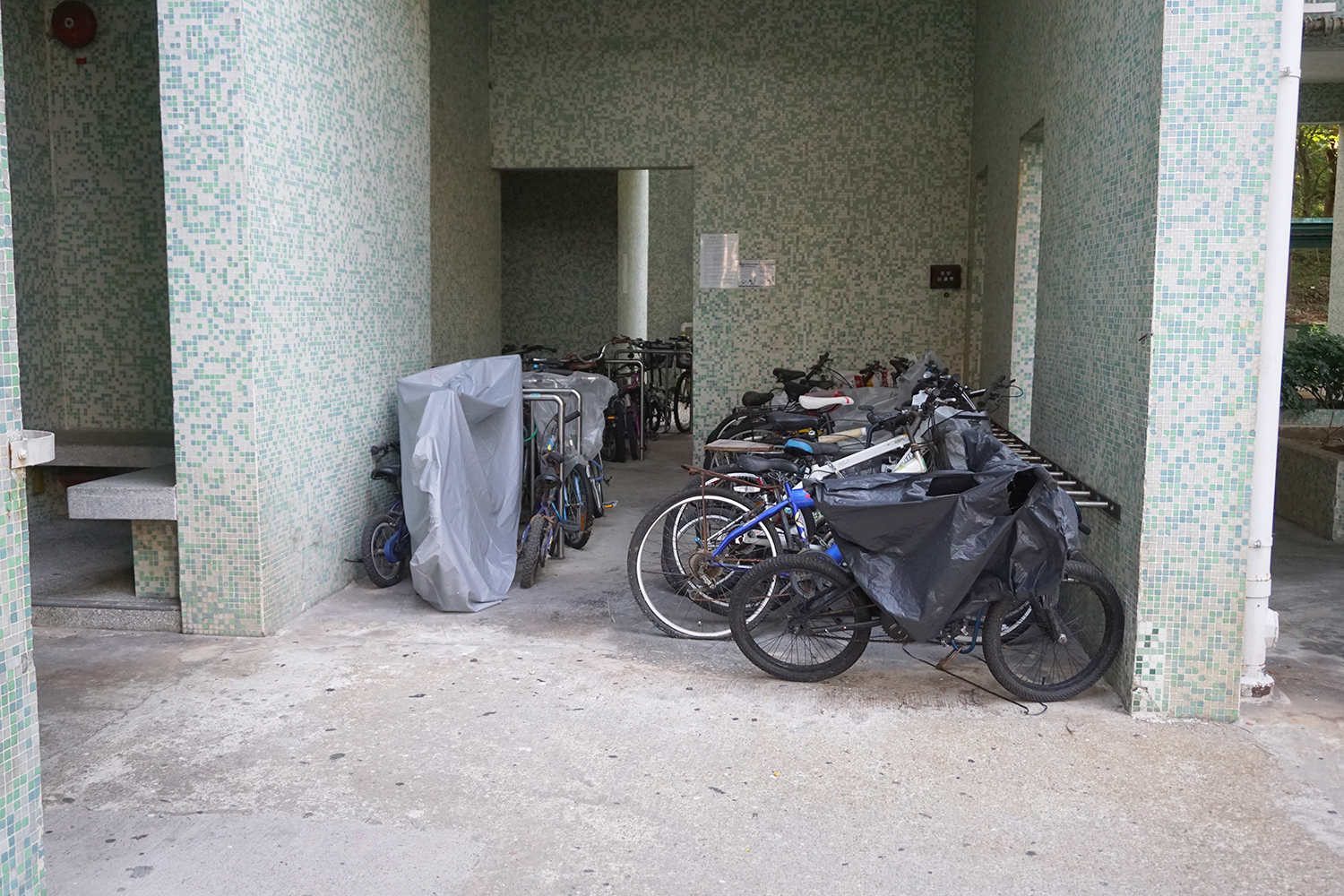
單車停泊處

#### 富寶商場
屋苑下區中央設有樓高3層的“富寶商場”，在每日清晨5時至凌晨1時30分對外開放。地下近第3座為街市部份，設有蓋樓梯出口往第1至3座。而中央出口設有樓梯往第4座及左右兩邊輪椅斜道往第3座及第5座，近第5座設有洗手間及有蓋樓梯出口往第5至7座。商店以補習中心、小食店、茶餐廳、麵包店、藥房和地產代理為主；1樓設有診所、教育中心、藥房和銀行櫃員機。其中原大家樂位置近年改為惠康超級市場。而戶外平台設兒童遊樂設施；而商場頂層的R平台設2個舖位，包括區議員辦事處。戶外設有大型戶外兒童遊樂設施、籃球場及羽毛球場，不少屋苑大型活動在此舉行。
- 中央位置設消防升降機停各層（G地下,1樓,R平台）
- 兩端及中央各設消防樓梯通往各層
- 兩對扶手電梯往來地面至1樓,1樓至平台

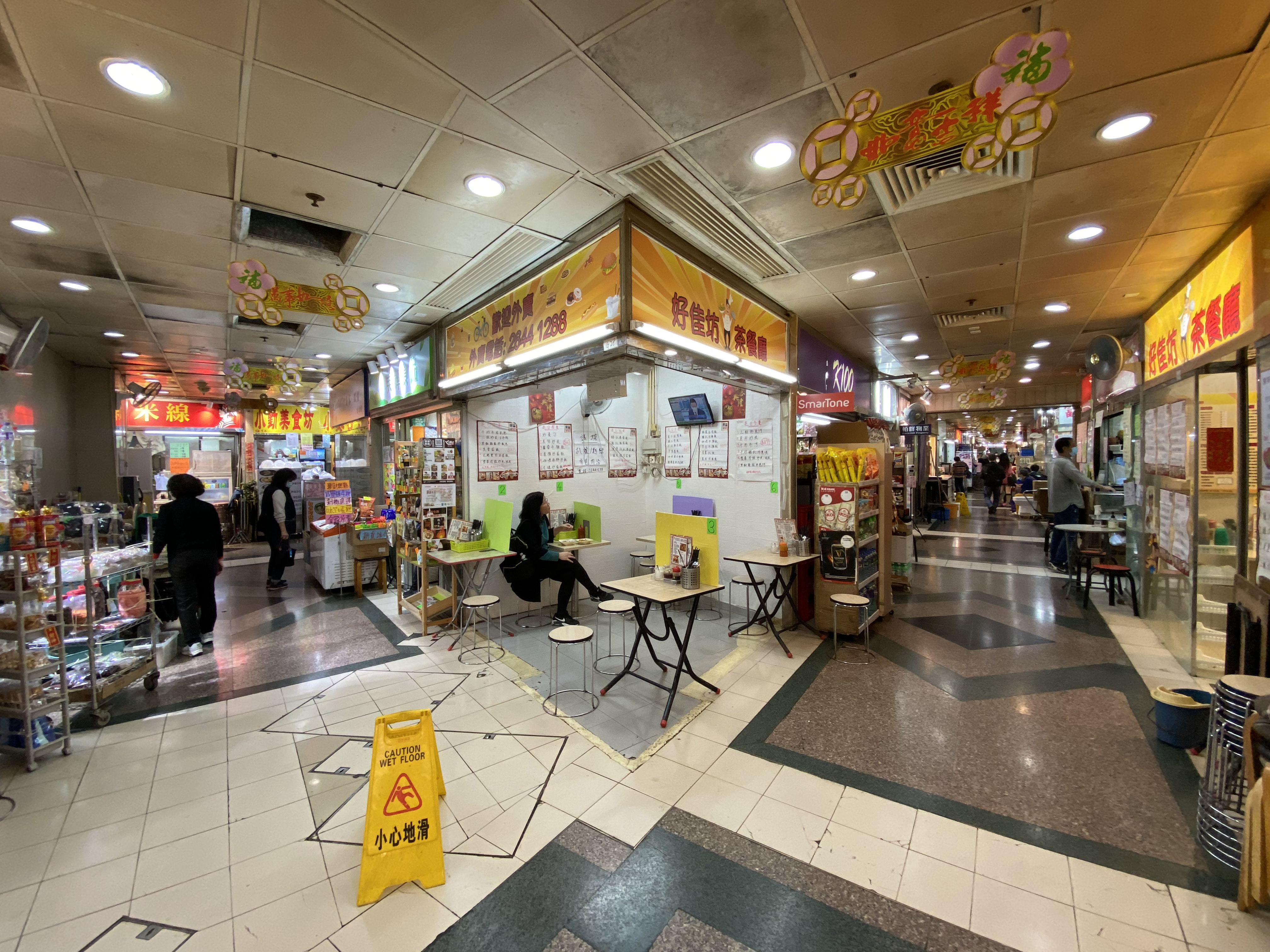
富寶商場地下
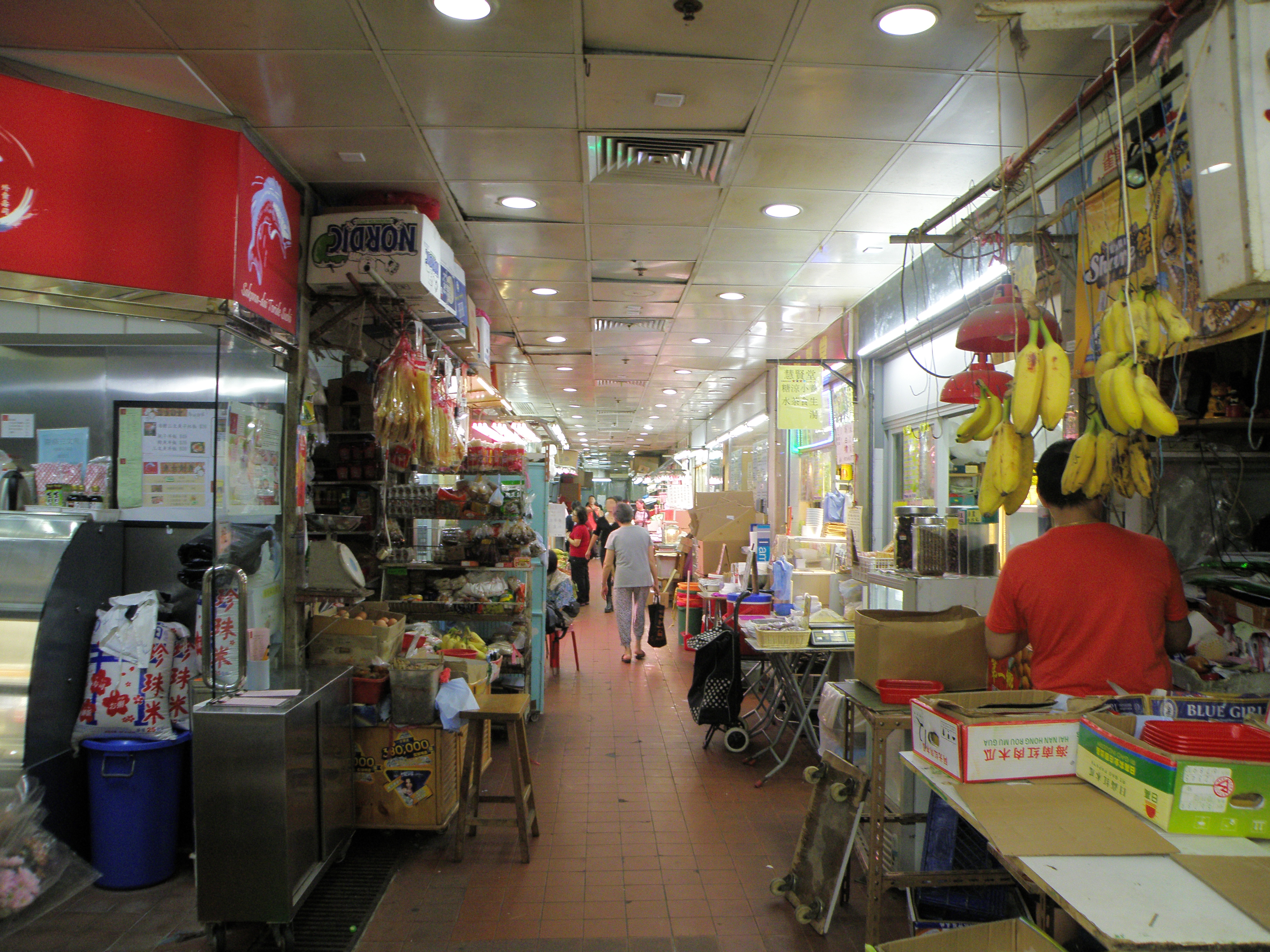
富寶街市
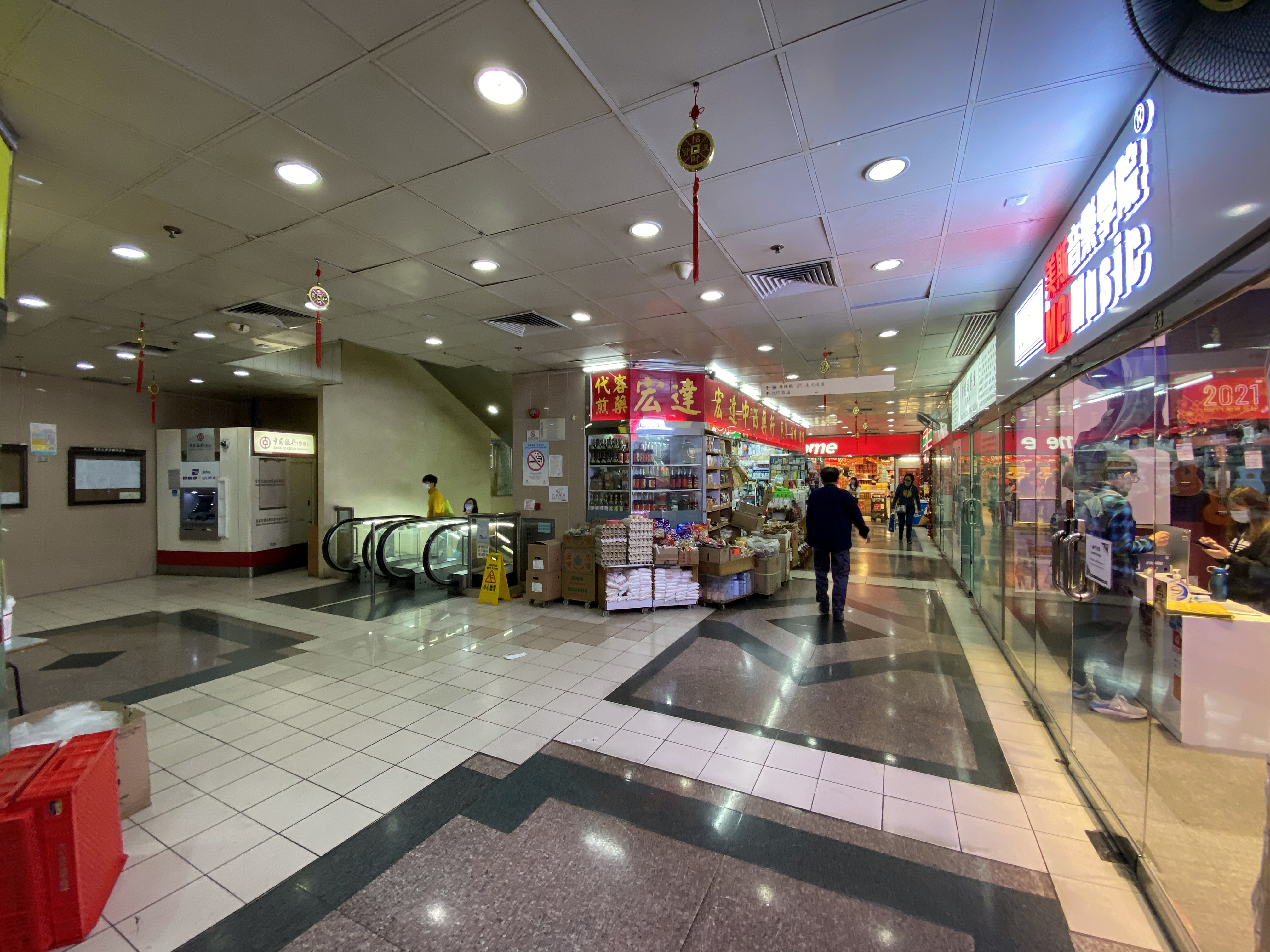
富寶商場1樓
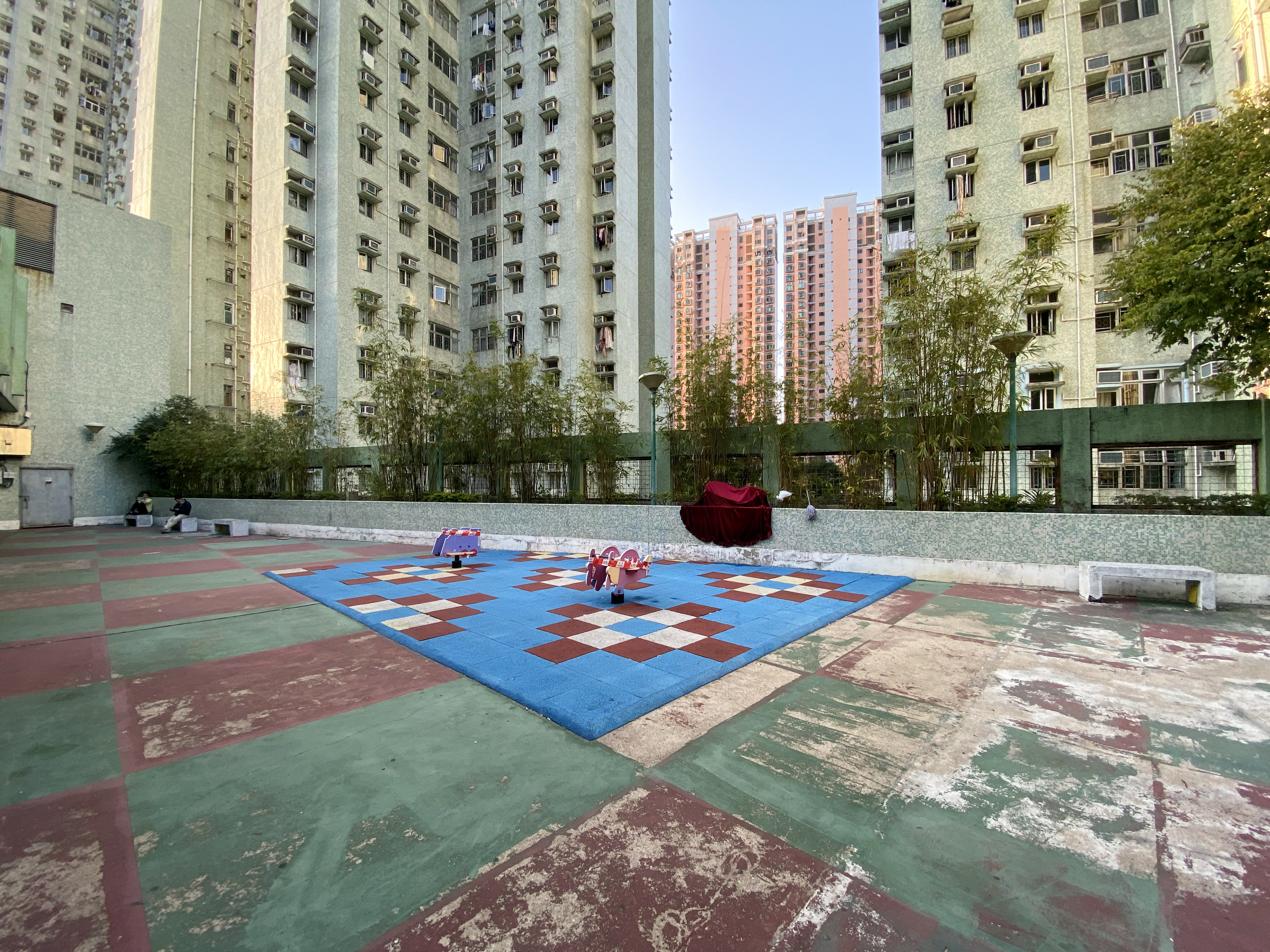
富寶商場1樓戶外平台
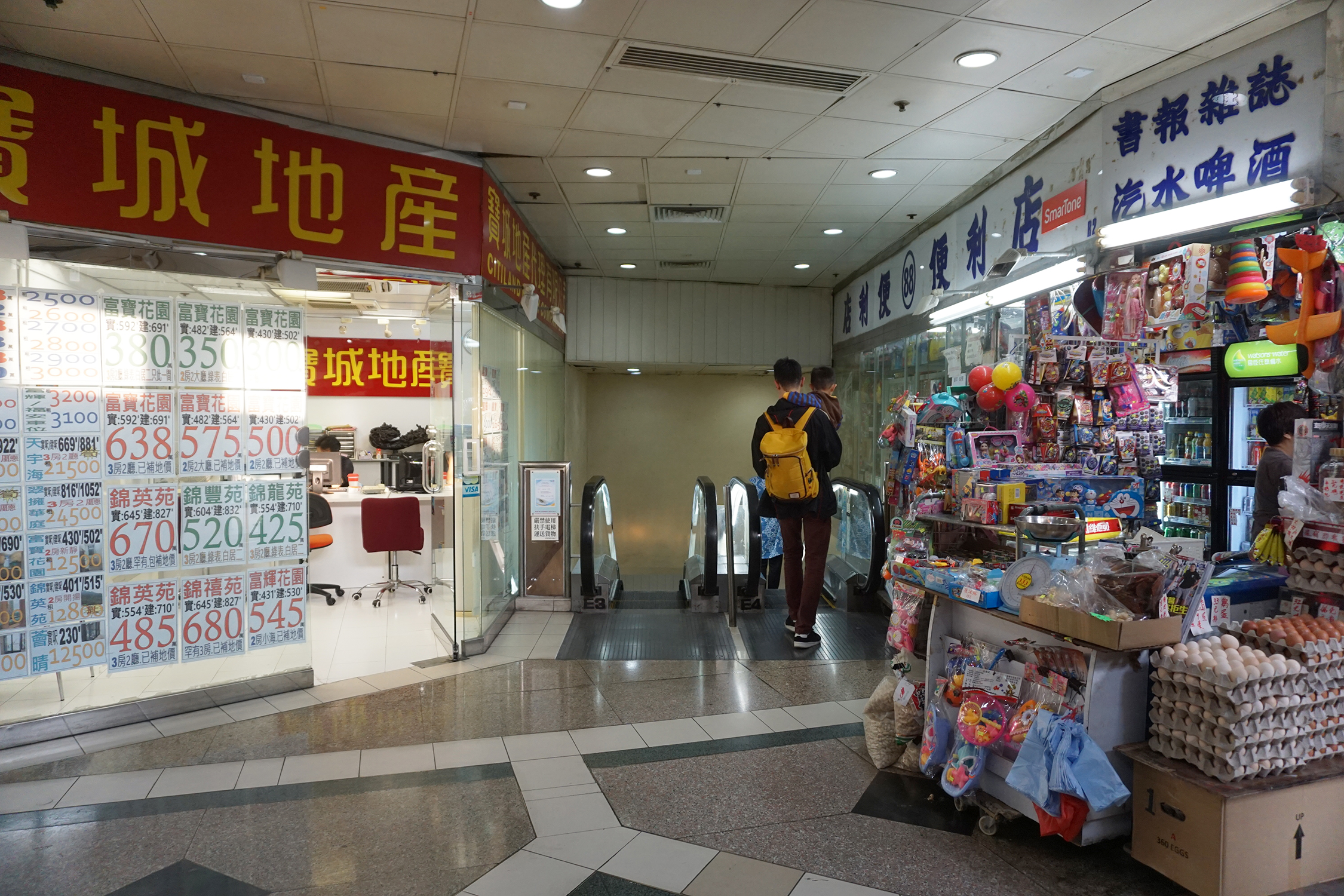
富寶商場R層

#### 停車場大樓
- 停車場有6層，位於第10和第11座之間，商場後方。設有1部客用升降機往返各樓層（G地面,1至5樓）地面設時租車位，屋苑管理處／保安控制室、乒乓球枱、康樂室，而天台出租予電訊網絡供應商設無線電收發站。

### 教育設施

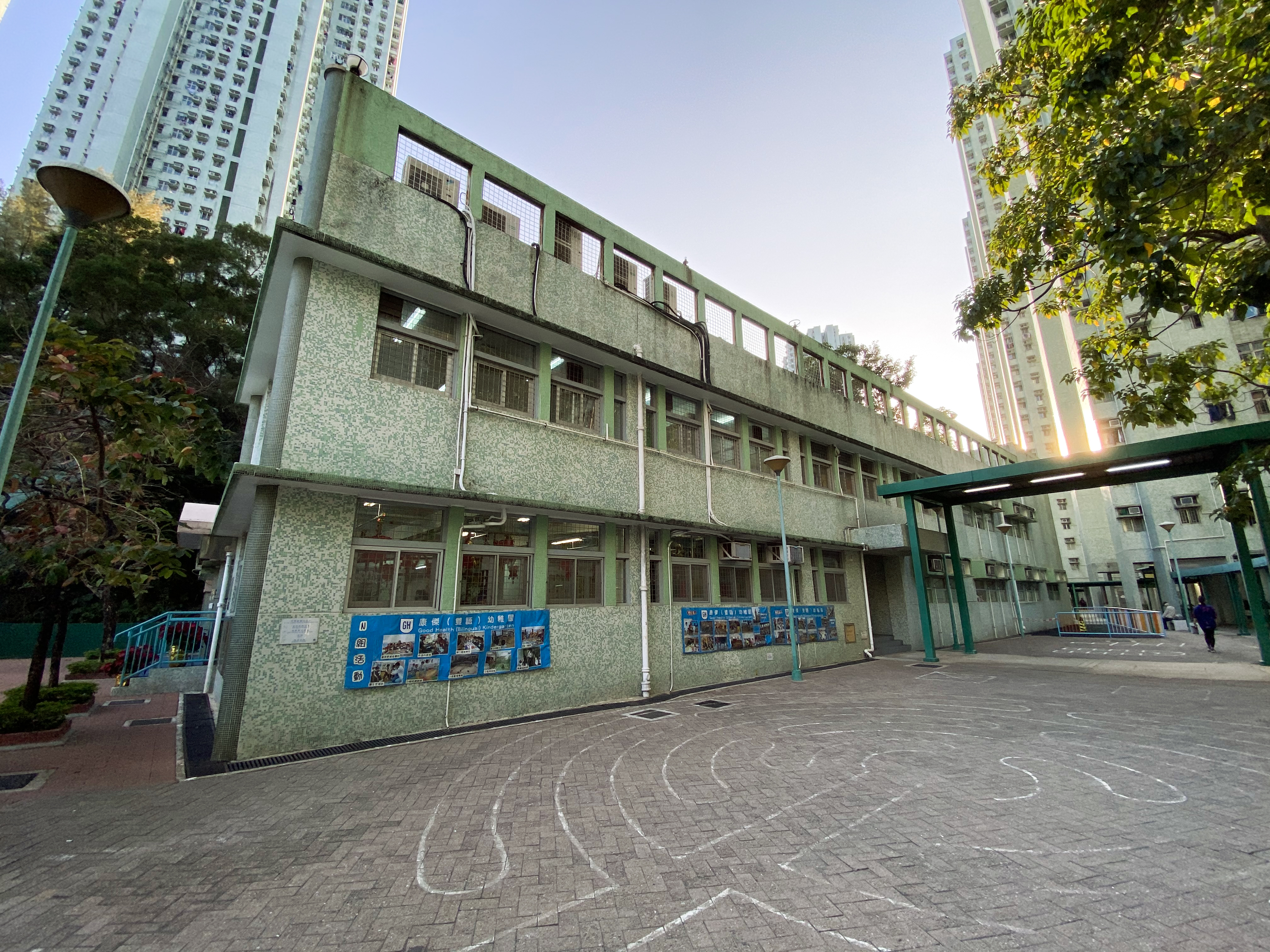
康傑中英文幼稚園（馬鞍山）

- 康傑中英文幼稚園（馬鞍山） （页面存档备份，存于） （1994年創辦，富寶商場及第6座旁）
- 康傑幼稚園〈馬鞍山〉 （页面存档备份，存于） （1994年創辦）

### 活動
屋苑定期舉辦不同活動，包括萬聖節活動、新年活動和聖誕活動等。